# Albert Ganzenmüller
Albert Ganzenmüller, född 25 februari 1905 i Passau, död 20 mars 1996 i München, var en tysk diplomingenjör och ämbetsman. Under andra världskriget var han statssekreterare vid Reichsverkehrsministerium (RVM, Rikstransportministeriet).

## Biografi
Vid 18 års ålder deltog Ganzenmüller i Adolf Hitlers ölkällarkupp i München.
År 1933 anställdes Ganzenmüller av Deutsche Reichsbahn. Året därpå promoverades vid Tekniska högskolan i Breslau han efter att ha lagt fram avhandlingen Der Bau und die Wirtschaftlichkeit von Schienen-Straßen-Fahrzeugen. Från den 6 oktober 1941 till den 1 juni 1942 ledde han Haupteisenbahndirektion Ost som bedrev järnvägstrafik i Rikskommissariatet Ukraina.
På Albert Speers inrådan utnämndes Ganzenmüller 1942 till statssekreterare vid Reichsverkehrsministerium (RVM, Rikstransportministeriet). I denna egenskap var han ansvarig för deportationen av judar från Tyskland och av Tyskland ockuperade stater till förintelselägren Auschwitz, Bełżec, Sobibór och Treblinka. Under Ganzenmüllers ämbetsperiod transporterades över en miljon människor till Auschwitz. Han vinnlade sig särskilt om samarbetet med Schutzstaffel (SS) för att deportationerna skulle kunna företas utan förseningar.
År 1945 flydde Ganzenmüller till Argentina där han var verksam inom det nationella järnvägsväsendet. Efter tio år återvände han till Tyskland. År 1961 inleddes rättsliga förfaranden mot Ganzenmüller och 1973 ställdes han inför rätta. Han drabbades dock av en hjärtinfarkt och 1977 avskrevs fallet slutgiltigt.